# Алпийски походи на Август
Алпийските походи на Август траят от 25 пр.н.е. до 15 пр.н.е. Те могат да се разделят на три периода - завладяването на западните Алпи, завладяването на Източните Алпи и накрая завладяването на централните и предалпийските територии. За Алпийския поход съобщават Дион Касий (Römische Geschichte 54, 22) и Страбон (Geographika 4, 6, 6-9 и 7, 1, 5).
Август изпраща през 25 пр.н.е. Авъл Теренций Варон Мурена в западните Алпи. Той завладява долината Аос и отваря апийските проходи за Рим. На мястото на лагера той строи колонията Августа Претория.
Източно от Ин отстои самостоятелното царство Норикум, което също е присъединено през 16 пр.н.е. от Публий Силий Нерва с дипломатически средства. Така източните Алпи попадат в границите на империята.
От 16 пр.н.е. до 15 пр.н.е. империята води военни действия в централните и предалпийските територии чрез доведените синове на император Август – Друз и Тиберий, които подчиняват 46 племена. Те завладяват през лятото (Страбон, Geographika 4, 6, 9) голяма част от територията на Алпите, която по-късно става провинция Реция.
В чест на Алпийския поход на император Август през 7/6 пр.н.е. се построява паметник на победата Tropaeum Augusti.
- Карта на походите на Август в Реция, Винделиция и Вализките Алпи
- Карта на походите на Август в Алпите
- Алпийският трофей на Август